# Rudolf von Gneist
Rudolf von Gneist (13 août 1816 – 22 juillet 1895) est un juriste, politologue et homme politique prussien.

## Biographie

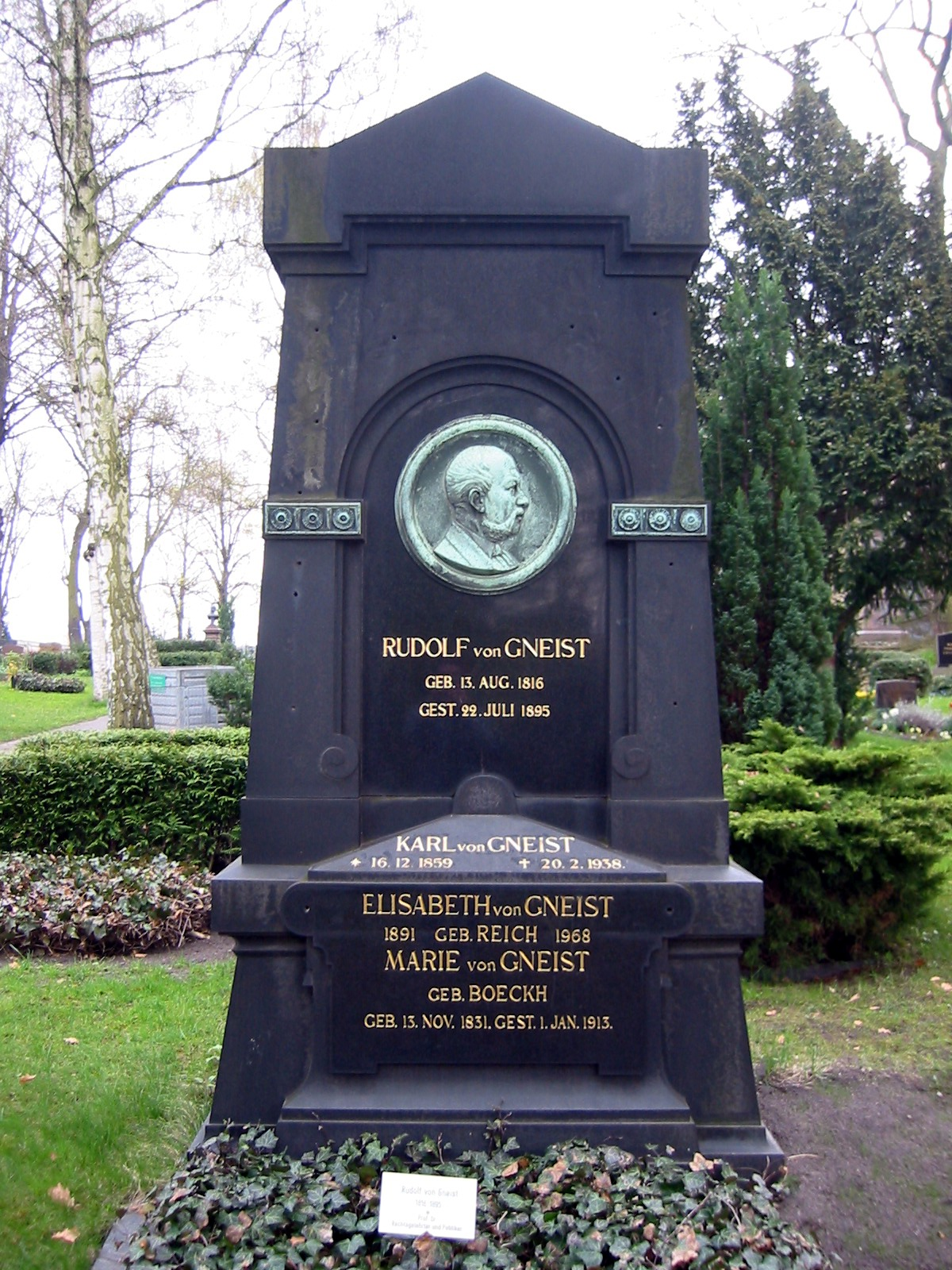
Tombe de Rudolf von Gneist.

Après des études secondaires au gymnasium d'Eisleben en province de Saxe, Gneist intègre en 1833 l'université Frédéric-Guillaume de Berlin pour étudier le droit où il suit les cours du réputé professeur de droit romain Friedrich Carl von Savigny, et où il devient membre de l'Alten Berliner Burschenschaft (de) la même année. Obtenant son diplôme en 1838, le jeune Gneist s'établit immédiatement comme privat-docent à la faculté de droit. Il a cependant déjà décidé de faire sa carrière dans le domaine juridique.
Il réalise alors l'un de ses plus vieux désirs et passa plusieurs années à voyager en France, en Italie et en Angleterre. À son retour en 1844, il est nommé professeur extraordinaire de droit romain à l'université de Berlin et commence ainsi une carrière universitaire qui se termine avec sa mort. Il devient juge assistant à la cour supérieure puis au tribunal suprême. 
En 1882, le premier ministre du Japon Hirobumi Itō à la tête d'une délégation visite l'Europe pour étudier les différents types de gouvernement. Il rencontre Gneist à Berlin qui les instruit en droit constitutionnel pendant six mois. La Constitution de l'empire du Japon reflète le conservatisme de Gneist dans la limitation des pouvoirs du parlement et dans le renforcement de ceux du cabinet. L'un de ses étudiants, Albert Mosse, est plus tard envoyé au Japon en tant que conseiller étranger.

## Travaux
- Budget und Gesetz nach dem constitutionellen Staatsrecht Englands (Berlin, 1867)
- Freje Advocatur (Berlin, 1867)
- Der Rechtsstaat (Berlin, 1872, et 2de édition, 1879)
- Zur Verwaltungsreform in Preussen (Leipzig, 1880)
- Das englische Parlament (Berlin, 1886)
- Die Militärvorlage von 1892 und der preussische Verfassungsconflikt von 1862 bis 1866 (Berlin, 1893)
- Die nationale Rechtsidee von den Ständen und das preussische Dreiklassenwahlsystem (Berlin, 1895)
- Die verfassungsmassige Stellung des preussischen Gesamtministeriums (Berlin, 1895)

See O. Gierke, Rudolph von Gneist, Gedächtnisrede (Berlin, 1895).